# Осипово (Яконовское сельское поселение)
Осипово — деревня в Торжокском районе Тверской области. Относится к Яконовскому сельскому поселению.

## География
Деревня находится в 8 км на юго-восток от центра поселения села Яконово и в 25 км на северо-запад от города Торжка. 

## История
В XIX веке село принадлежало дворянам Москвиным и Васильевым. Каменная усадебная церковь Успения Пресвятой Богородицы возведена по проекту ярославского архитектора П.Я. Панькова в 1834-1841 годах взамен одноименной сгоревшей (в 1837 г.) деревянной обители 1761 года постройки. В 1867 и 1875 годах храм ремонтировался, при этом обновлялась роспись, выполненная в 1830-х годах. При церкви Успения Пресвятой Богородицы в 1851 году было открыто училище "для поселенских детей", где обучались 34 мальчика. Храм закрыт и разграблен в 1930-х годах.
В конце XIX — начале XX века село входило в состав Никольской волости Новоторжского уезда Тверской губернии. 
С 1929 года деревня входила в состав Больше-Вишенского сельсовета Торжокского района Тверского округа Московской области, с 1935 года — в составе Калининской области, с 1994 года — в составе Яконовского сельского округа, с 2005 года — в составе Яконовского сельского поселения.

## Население
| 1859 | 1884 | 2002 | 2010 |
| ---- | ---- | ---- | ---- |
| 266  | ↘249 | ↘27  | ↘20  |

## Достопримечательности
В деревне находится недействующая Церковь Успения Пресвятой Богородицы (1841).